# Saint-André-de-Messei
Saint-André-de-Messei là một xã trong tỉnh Orne, vùng Normandie tây bắc nước Pháp. Xã Saint-André-de-Messei nằm ở khu vực có độ cao trung bình 201 mét trên mực nước biển.